# 9K333 Werba
Die 9K333 Werba (russisch Верба) ist eine schultergestützte Flugabwehrrakete aus Russland. Der NATO-Codename lautet SA-29 Gizmo.:195

## Entwicklung
Die 9K333 Werba wurde als Nachfolgemodell für die seit den 1980er-Jahren bei den Streitkräfte Russlands im Einsatz stehende 9K38 Igla entwickelt. Die Entwicklung im Konstruktionsbüro KBM begann im Jahr 2005. Als Basis für den neuen Entwurf wurde die 9K338 Igla-S verwendet. Im Unterschied zur 9K338 Igla-S wurde der Infrarotsuchkopf der Werba verbessert, um besser zwischen dem eigentlichen Ziel und IR-Täuschkörpern unterscheiden zu können. Die ersten Schießversuche mit der Werba erfolgten im Jahr 2007. Die Abnahmetests der Staatsbehörden wurden zwischen 2009 und 2010 durchgeführt. Die Truppenversuche erfolgten ab dem Sommer 2011 und die abschließenden Tests wurden im Frühjahr 2014 durchgeführt. Die ersten Waffen wurden 2015 an die Streitkräfte Russlands geliefert. Ebenso wurde in diesem Jahr die Werba auf der Messe Army-2015 erstmals Regierungs- und Pressevertretern präsentiert. Im Jahr 2016 bot Russland Indien die Werba zum Kauf an.

## Technik

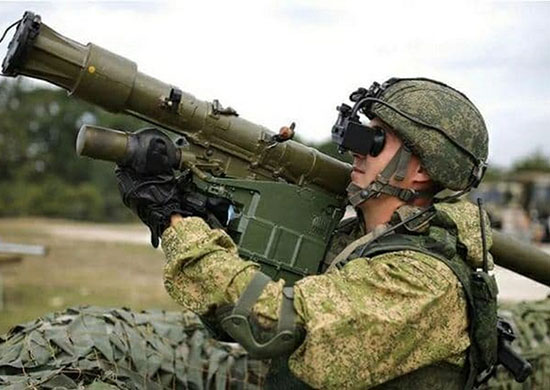
Flugabwehrschütze des russischen Militärstützpunkts in Tadschikistan mit dem Werba-MANPADS

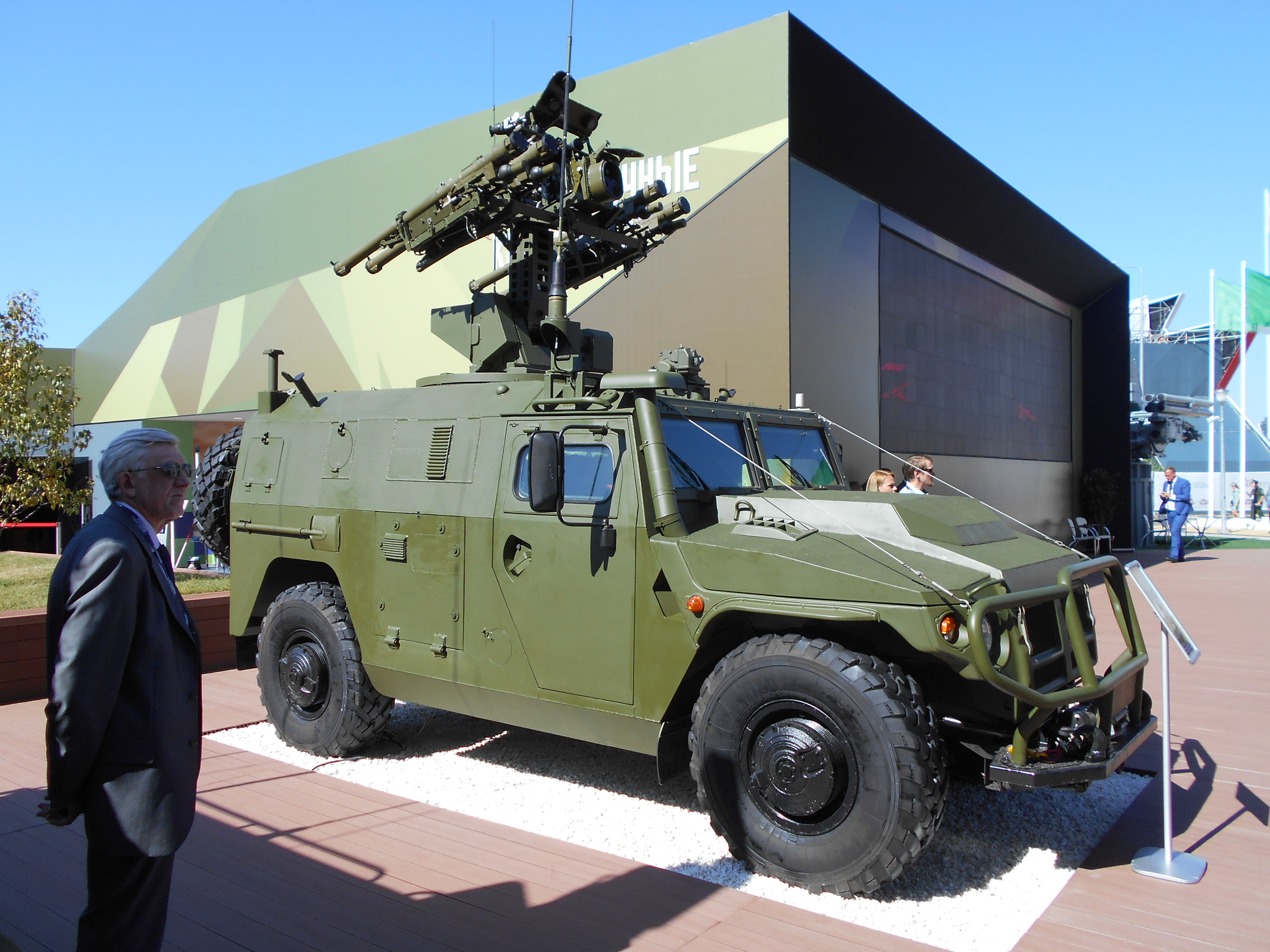
Flugabwehr-System Gibka-S

Die Werba funktioniert nach dem Fire-and-Forget-Prinzip – nach dem Abfeuern verfolgt die Rakete ihr Ziel selbstständig, der Schütze muss es nicht weiterhin anvisieren, und nach dem Start besteht keine Verbindung mehr zwischen der Startplattform und der Rakete.
Die 9M336-Lenkwaffen sind in versiegelten GFK-Transport- und Startbehältern untergebracht. An dem Startbehälter ist das 9P521-Griffstück mit integrierter Elektronik, thermoelektrischen Batterie sowie einer Visiereinrichtung mit Tageslicht-Zieloptik angebracht. Werba wiegt im startbereiten Zustand 17,25 kg. An die Visiereinrichtung kann das 1L229V-Freund-Feind-Erkennung-System sowie das 1PN97M Maugli-2M-Wärmebildgerät angeschlossen werden. Die 9M336-Lenkwaffe ist mit einem passiven Zielsuchkopf der Firma LOMO ausgerüstet, deren Detektor auf drei Bandbreiten im Infrarot- und Ultraviolett-Bereich arbeitet. Der Suchkopf ermöglicht die Bekämpfung von Zielen bei schlechtem Wetter oder in der Nacht. Ebenso können kleine frontal anfliegende Ziele bekämpft werden. Der Sprengkopf wiegt 2,5 kg und wird durch einen Aufschlagzünder oder Annäherungszünder zur Detonation gebracht. Als Antrieb dient ein Feststoff-Raketentriebwerk, das gezündet wird, wenn die von einer Gasladung ausgestoßene Rakete das Startrohr einige Meter verlassen hat (Kaltstart).
Mit der Werba können Flugzeuge, Hubschrauber, Drohnen und Marschflugkörper bekämpft werden. Der vertikale Einsatzbereich der Lenkwaffe liegt bei 10 bis 3.500 m bei einem horizontalen Kampfbereich von 0,5 bis 6,0 km. Frontal anfliegende Luftziele können bis zu einer Fluggeschwindigkeit von 400 m/s bekämpft werden. Die maximale Fluggeschwindigkeit für die Bekämpfung eines wegfliegenden Luftziels liegt bei 320 m/s.

## Einsatz
Während der Krise in der Ukraine wurde Anfang Juni 2014 ein ukrainisches Militärflugzeug möglicherweise von einer von den pro-russischen Milizen verwendeten Werba getroffen. Während zunächst nur die ukrainische Seite den Einsatz der Rakete behauptete, sprechen weitere Quellen davon, dass die pro-russische Seite den Einsatz bestätigt habe. Auch der Flugzeugtyp war zunächst je nach Quelle unterschiedlich angegeben worden. Die ukrainische Seite hatte zunächst von einem Transportflugzeug des Typs Antonow An-26 gesprochen, während die pro-russische Seite angab, es habe sich um eine Antonow An-30, ein Luftbildflugzeug, gehandelt. Letzteres wurde später auch von der ukrainischen Seite bestätigt. Die Zahl der Opfer ist weiterhin unklar.

## Verbreitung
- Russland[3]:195
- Armenien[3]:179